# Гербы Оренбургской области

Герб Оренбургской области

Оренбургская область состоит из 17 муниципальных образований: 5 городских округов (с центрами в городах Оренбург, Орск, Новотроицк, Медногорск и Бугуруслан) и 14 муниципальных районов. Все муниципальные образования республики имеют свой герб.
Оренбургская область, как один из субъектов Российской Федерации, имеет свой собственный герб.
Ниже приводятся действующие гербы муниципальных образований Оренбургской области.

## Гербы городских округов Оренбургской области
| Герб | Наименование                                                 | Дата утверждения | Номер в ГГР |
| ---- | ------------------------------------------------------------ | ---------------- | ----------- |
|      | Герб муниципального образования Абдулинский городской округ  | 19 мая 2016      | 8007        |
|      | Герб муниципального образования город Бугуруслан             | 30 декабря 2008  | 1414        |
|      | Герб муниципального образования город Бузулук                | 8 июня 1782      | 316         |
|      | Герб муниципального образования Гайский городской округ      | 13 апреля 1999   | 514         |
|      | Герб муниципального образования Кувандыкский городской округ | 24 декабря 2003  | 1452        |
|      | Герб муниципального образования город Медногорск             | 26 августа 2008  | 4442        |
|      | Герб муниципального образования город Новотроицк             | 27 января 1981   | 1195        |

| Герб | Наименование                                                 | Дата утверждения | Номер в ГГР |
| ---- | ------------------------------------------------------------ | ---------------- | ----------- |
|      | Герб муниципального образования город Оренбург               | 8 июня 1782      | 7724        |
|      | Герб муниципального образования город Орск                   | 23 августа 1995  | 967         |
|      | Герб муниципального образования Соль-Илецкий городской округ | 15 декабря 2010  | 6686        |
|      | Герб муниципального образования Сорочинский городской округ  | 29 сентября 2009 | 5706        |
|      | Герб муниципального образования Ясненский городской округ    | 16 июня 2016     |             |
|      | Герб муниципального образования ЗАТО Комаровский             | 24 декабря 2003  | 1409        |

## Гербы муниципальных районов Оренбургской области
| Герб | Наименование                                            | Дата утверждения | Номер в ГГР |
| ---- | ------------------------------------------------------- | ---------------- | ----------- |
|      | Герб муниципального образования Адамовский район        | 21 марта 2008    | 4438        |
|      | Герб муниципального образования Акбулакский район       | 23 декабря 2011  | 7608        |
|      | Герб муниципального образования Александровский район   | 29 июня 2011     | 7112        |
|      | Герб муниципального образования Асекеевский район       | 28 августа 2012  | 8297        |
|      | Герб муниципального образования Беляевский район        | 9 марта 2007     | 3259        |
|      | Герб муниципального образования Бугурусланский район    | 25 июня 2010     | 6348        |
|      | Герб муниципального образования Бузулукский район       | 6 августа 2004   | 1913        |
|      | Герб муниципального образования Грачевский район        | 20 февраля 2007  | 3115        |
|      | Герб муниципального образования Домбаровский район      |                  |             |
|      | Герб муниципального образования Илекский район          | 8 июня 2007      | 7860        |
|      | Герб муниципального образования Кваркенский район       | 9 сентября 2011  | 7114        |
|      | Герб муниципального образования Курманаевский район     | 11 ноября 2004   | 1729        |
|      | Герб муниципального образования Красногвардейский район | 26 июня 2007     | 4529        |
|      | Герб муниципального образования Матвеевский район       | 1 января 2001    |             |
|      | Герб муниципального образования Новоорский район        | 26 апреля 2012   | 8646        |

| Герб | Наименование                                          | Дата утверждения | Номер в ГГР |
| ---- | ----------------------------------------------------- | ---------------- | ----------- |
|      | Герб муниципального образования Новосергиевский район | 10 октября 2012  | 8027        |
|      | Герб муниципального образования Октябрьский район     | 25 июля 2003     | 1272        |
|      | Герб муниципального образования Оренбургский район    | 24 сентября 2008 | 4440        |
|      | Герб муниципального образования Первомайский район    | 21 марта 2008    |             |
|      | Герб муниципального образования Переволоцкий район    | 7 сентября 2012  | 8056        |
|      | Герб муниципального образования Пономаревский район   | 7 сентября 2012  | 8056        |
|      | Герб муниципального образования Сакмарский район      | 7 сентября 2012  | 8056        |
|      | Герб муниципального образования Саракташский район    | 7 сентября 2012  | 8056        |
|      | Герб муниципального образования Светлинский район     | 7 сентября 2012  | 8056        |
|      | Герб муниципального образования Северный район        | 7 сентября 2012  | 8056        |
|      | Герб муниципального образования Ташлинский район      | 7 сентября 2012  | 8056        |
|      | Герб муниципального образования Тоцкий район          | 7 сентября 2012  | 8056        |
|      | Герб муниципального образования Тюльганский район     | 7 сентября 2012  | 8056        |
|      | Герб муниципального образования Шарлыкский район      | 7 сентября 2012  | 8056        |